# UFC on FX 1
UFC on FX 1: Guillard vs. Miller（ユーエフシー・オン・エフエックス・ワン：ギラード・バーサス・ミラー）は、アメリカ合衆国の総合格闘技団体「UFC」の大会の一つ。2012年1月20日、テネシー州ナッシュビルのブリヂストン・アリーナで開催された。

## 大会概要
本大会ではメルヴィン・ギラードとジム・ミラーによるライト級ワンマッチが組まれた。
Legacy FCフェザー級王者ダニエル・ピネダ、KOTC世界フライ級王者ジャレッド・パパジアン、キャリア16戦全勝のカビブ・ヌルマゴメドフ、8戦全勝のトミー・ヘイデン、5戦全勝のパット・シリングがUFCデビュー。

### カード変更
負傷などによるカードの変更は以下の通り。
- レザ・マダディ → トミー・ヘイデン（第3試合）

- ケン・ストーン → ジャレッド・パパジアン（第8試合）

- ロビー・ペラルタ vs. チャールズ・オリベイラ → オリベイラの移動により中止

- ハファエロ・オリヴェイラ vs. レザ・マダディ → オリヴェイラの負傷により中止

- マイク・トーマス・ブラウン vs. ヴァグネル・ホシャ → ブラウンの負傷により中止

- ライアン・ジモー vs. カーロス・ヴェモラ → ジモーの負傷により中止

## 試合結果

### プレリミナリーカード
第1試合 バンタム級ワンマッチ 5分3R
○  ニック・デニス vs.  ジョセフ・サンドバル ×
1R 0:22 KO（肘打ち）
第2試合 フェザー級ワンマッチ 5分3R
○  ダニエル・ピネダ vs.  パット・シリング ×
1R 1:37 リアネイキドチョーク
第3試合 ライト級ワンマッチ 5分3R
○  ファブリシオ・カモエス vs.  トミー・ヘイデン ×
1R 4:03 リアネイキドチョーク
第4試合 ウェルター級ワンマッチ 5分3R
○  チャーリー・ブレネマン vs.  ダニエル・ロバーツ ×
3R終了 判定3-0（30-27、30-27、29-28）
第5試合 ライト級ワンマッチ 5分3R
○  カビブ・ヌルマゴメドフ vs.  カマル・シャロルス ×
3R 2:08 リアネイキドチョーク
第6試合 ミドル級ワンマッチ 5分3R
○  ホルヘ・リベラ vs.  エリック・シェイファー ×
2R 1:31 TKO（パウンド）

### メインカード
第7試合 ヘビー級ワンマッチ 5分3R
○  パット・バリー vs.  クリスチャン・モアクラフト ×
1R 3:38 KO（左フック→パウンド）
第8試合 バンタム級ワンマッチ 5分3R
○  マイク・イーストン vs.  ジャレッド・パパジアン ×
3R終了 判定2-0（29-28、30-27、29-29）
第9試合 ウェルター級ワンマッチ 5分3R
○  ジョシュ・ニアー vs.  ドゥエイン・ラドウィック ×
1R 3:04 TKO（ギロチンチョーク）
第10試合 ライト級ワンマッチ 5分5R
○  ジム・ミラー vs.  メルヴィン・ギラード ×
1R 2:04 リアネイキドチョーク

### 各賞
ファイト・オブ・ザ・ナイト: パット・バリー vs. クリスチャン・モアクラフト
ノックアウト・オブ・ザ・ナイト: ニック・デニス
サブミッション・オブ・ザ・ナイト: ジム・ミラー
各選手にはボーナスとして4万5,000ドルが支給された。